# 黒い仏
『黒い仏』（くろいほとけ、Black Buddha）は、殊能将之による日本の推理小説。
名探偵・石動戯作シリーズの2作目で、「賛否両論、前代未聞、超絶技巧の問題作」と言われた。2001年の早川書房の『SFが読みたい!』で第8位にランクインした。

## 書誌情報
- 講談社ノベルス：2001年1月10日、ISBN 4-06-182167-9
- 講談社文庫：2004年1月15日、ISBN 4-06-273936-4、解説・豊崎由美

## あらすじ
四章構成。宝探しをする名探偵石動戯作パートと、殺人事件を捜査する中村警部補パートが同時並行する。
西暦877年、唐から帰国の途にあった天台僧円載が乗る船が沈んだ。やがて木箱が阿久浜に漂着し、中には仏像と品々が入っていた。その黒智爾観世音菩薩をもとに、土地の僧は安蘭寺という寺を開く。彼は品々を隠し、その在り処は1000年以上たった今でもわからない。

### 第一章
西暦2000年10月13日金曜日、深夜24時30分、名探偵石動戯作と助手アントニオは、とある企業のビルに赴く。大生部明彦社長は、石動に「福岡の安蘭寺に隠されているはずの、円載の秘宝の在り処を突き止めて欲しい」と依頼してくる。またちょうど安蘭寺の住職が上京していると説明される。
さて、東京から遠く離れた福岡は、福岡ダイエーホークスのV2に活気沸いていたが、10月14日にあるアパートの一室で男性の変死体が発見され、県警の中村裕次郎警部補と今田刑事が捜査に赴く。だが被害者の身元はわからなかった。16日になると、捜査本部は被害者の顔写真を公開することを決定する。かくして、死体であることは極秘に伏せられ、生前らしく加工された顔写真を用いて情報提供が呼びかけられた。
14日、石動とアントニオは、ホテルに宿泊中の星慧住職を訪ねる。寺の説明を聞いた石動が大生部の依頼を受けると決めると、アントニオも同行したいと言い出す。17日、石動とアントニオは福岡入りし阿久浜へと向かう。星慧住職に出迎えられ、寺に向かう道中、上鳥瑠美子と上鳥章造に遭遇する。安蘭寺の敷地内には花梨（中国では安蘭と呼ぶ）が植えてあり、星慧は寺の名前の由来であると説明する。本尊くろみさまには顔がなかった。

### 第二章
18日、公開した顔写真に目撃者が名乗りを上げたため、中村警部補は聴取に赴く。喫茶店主は、顔写真の男が「黒瑪瑙のネックレスをつけた女性」と2人で店を訪れていたと証言する。さらに中村は、風俗嬢から「上鳥瑠美子」と証言を得る。
石動たちは調査を開始するも、古文書に苦戦し、成果が上がらない。22日、気分転換のために散歩に出た石動は、上鳥章造と話をする。章造は酔っており、安蘭寺は菩提寺などではなく化け物寺であると断言し、1年前に突然現れた星慧のせいで阿久浜ばねまってしもうたと訴える。
22日、中村警部補は上鳥瑠美子の住所を突き止め阿久浜入りする。上鳥宅は、新築の大きな一軒家であった。中村と瑠美子が話をしていたところ、酔った章造が石動に介抱されつつ帰宅する。中村は、瑠美子が怪しいと判断する。元風俗嬢で今は無職の彼女の、収入源の見当がつかない。
宿の客に、新たに夢求という比叡山の僧侶が加わる。夕食の席で、石動とアントニオは夢求と会話する。夢求は探し物をするために阿久浜へと来たのだという。ふと石動が「安蘭寺の宝物ってなんだろう」とこぼすと、夢求は、石動の探し物と自分の探し物が一致しているとは限らないと前置きしたうえで、自分の探し物が妙法蟲聲經という経典であること、見つけたら焼き捨てることを語る。石動は貴重な歴史的資料を僧侶の縄張り争いで損失させるのはもったいないと感想を抱く。

### 第三章以降
中村警部補が上鳥瑠美子の来歴を探っていくうちに、捜査線上に大生部暁彦が浮上する。だが事件の起きた「13日夜」、大生部は東京で石動と会っていたというアリバイがある。福岡で殺して指紋を拭き取って飛行機で東京に来て石動と会うなど、不可能犯罪である。黒い仏像の前で、石動は関係者を集めて、殺人事件と秘宝の謎解きを披露する。

## 登場人物

### 主人公
石動戯作（いするぎ ぎさく）
無名の名探偵。大学は国文科を出ている。大生部の依頼で安蘭寺の宝を探す。
アントニオ
石動の助手。珍しいことに、仕事に同行したいと言い出し、共に阿久浜に赴く。
中国人で本名は徐彬（シュイ・ピン）だが、日本語読みで“ジョ・ビン”であることから、石動からはボサノバの巨匠アントニオ・カルロス・ジョビンに因んでアントニオと呼ばれる。一人称は“アタシ”で、石動のことは“大将”と呼ぶ。
幼いころから特殊な訓練を受け、特殊な力（リー）を得て、何人もの人を殺した。脱走し、中国の情報部に追われている。
中村裕次郎（なかむら ゆうじろう）
福岡県警本部捜査一課警部補。身元不明死体を捜査する。何度か石動と遭遇するが、彼が名探偵とは知らず、学者か何かと思っている。
根っからの九州男児で一本気な性格。野球に興味がなく、日本シリーズに湧く周りの福岡ダイエーホークスファンの人々の話題に付いていけない。
今田（いまだ）
中村の部下の刑事。大のホークスファン。

### 関係者
大生部暁彦（おおうべ あきひこ）
石動の依頼人。バイオテクノロジーのベンチャー企業「HWRテクノロジー」の社長。会社は、ある昆虫から摘出した酵素を医薬品に応用することを目指している。また個人的な趣味として、円載の秘宝を追い求めている。
「身元不明の被害者」
借りていたアパートの部屋から絞殺死体で発見される。大家の方針で、不動産屋を介さずに契約しており、名前「榊原隆一」（さかきばら りゅういち）も偽名で、素性不明の人物。
年齢は推定30代。検死解剖と大家の証言から、死亡推定時刻は幅1時間まで絞り込まれている。部屋には生活感がみられず、指紋が1つも残されていなかった。殺された後に、犯人が1時間で部屋中の指紋全てを拭き取ったと目されている。
夢求（むきゅう）
比叡山の僧侶。美形。ある経典を探している。

### 阿久浜の住人
星慧（せいえ）
安蘭寺の住職。長身痩躯で色黒の坊主。大生部の友人。黒い仏に帰依する。
石丸（いしまる）
安蘭寺の僧。蛙のように両目の離れた男。無口。
上鳥瑠美子（うえとり るみこ）
安蘭寺近隣に住む女性。黒瑪瑙のネックレスをつけている。かつて福岡市の高級ファッションヘルス<イエロー・サイン>で働いていた。安蘭寺に通い星慧の法話を聴いている。妊娠中。
上鳥章造（うえとり しょうぞう）
瑠美子の父。人生に落伍して腑抜けとなり、常に飲んだくれている。過去には離婚して家を手放した。現在の自宅は、かつての実家の土地を瑠美子が買い戻して新築したものである。

### 安蘭寺
阿久浜（あくはま）
福岡県糸島郡二丈町にある港町。JR九州筑肥線が通っている。
安蘭寺（あんらんじ）
阿久浜の山寺。本尊は黒智爾観世音菩薩（くろみさま）。他に、「双子の大黒天」と白処観自在菩薩を奉ずる。
円載が持ち帰ろうとしていた黒い仏像を基に寺が開かれた。黒い仏以外の物は隠されており、在り処は住職の星慧にもわからない。宗派は不明だが、天台宗ではない。
円載（えんさい）
実在の人物。平安時代9世紀の天台僧。留学僧として唐で40年を過ごした後、877年、比叡山の誰も知らない「ある経典」を日本へ持ち帰る途中で船が難破し遭難死する。彼の持ち帰ろうとしていた木箱が、阿久浜に漂着した。
黒智爾観世音菩薩
くろみさま。安蘭寺の本尊。顔の部分が削り取られている。円錐状の幾つもの宝髻を三重冠が取り囲む。四腕。背には左右に光輪が突き出ており翼のよう。
ナイアーラトテップの像である。

## クトゥルフ神話へのオマージュ要素
本作は、アメリカの怪奇小説家ハワード・フィリップス・ラヴクラフト（以下HPL）が中心となって形成された創作ジャンル「クトゥルフ神話」へのオマージュの要素が見られる。これは本作のトリックにも大きく関わってくるのみならず、全編を通してクトゥルフ神話にまつわる設定や用語がたくみに散りばめられている。
各章冒頭の文句
第一章・第二章・第四章の冒頭には漢文と訓読文が掲載されているが、これはHPLの『ダンウィッチの怪』におけるネクロノミコンの文章を漢訳仏典に似せて直した、殊能による創作文である（「The Old Ones（旧支配者）」→「仏」など）。この仏典めいた漢文が何かはお察しである。
また、第三章冒頭および第二章2節に記載されている阿羅弗(あらほつ）なる人物による偈は、HPLの『無名都市』にある、詩人アブドル・アルハズラットの二行連句に由来している。
作中の舞台
舞台となる阿久浜（あくはま）は、HPLの創作した架空の町アーカム（Arkham）と同名である。
その南の山中にある安蘭寺について、作中では境内にあるカリンの別名「安蘭樹」に由来するとしているが、クトゥルフの英語表記「CTHULHU」を逆にし、アルファベット順に6文字ずつ進めると「ANRANZI」になる。
登場人物
上鳥瑠美子の姓上鳥（うえとり）は、『ダンウィッチの怪』にて邪神の子を受胎するラヴィニア・ウェイトリーと同姓である。
彼女の父、上鳥章造はつねに泥酔して村を徘徊しており、主人公にむかって「ねまって（腐って）」しまった故郷を嘆く。『インスマウスの影』の登場人物、ザドック・アレンの人物像に酷似している。
「黄の印」『黄衣の王』
チェンバースの短編小説『黄の印』に登場する呪われたアクセサリーを、上鳥瑠美子が身につけている。瑠美子のかつての職場名〈イエロー・サイン〉は、黄の印を意味する。
また、本作の献辞の対象となっているジェイムズ・ブリッシュは、短編"More Light"にて「黄衣の王」を登場させている。『黒い仏』第二章8節の内容は、『黄の印』に登場する戯曲「黄衣の王」の呪われた第二幕からの引用ということになっており、先述のブリッシュの短編から引用して訳したもの。
「円載の秘宝」と「朱誅楼」
キーワードである「円載の秘宝」は、中盤で夢求によって『妙法蟲聲經』（みょうほうちゅうせいきょう）なる経典であると判明する。夢求はこの経典について「焼き捨てる」「この世にあってはならない経典」と言い切る。
夢求はこの経典を、「正法念処経」に記される地獄「朱誅朱誅処」で罪人を蝕む悪虫「朱誅朱誅」（しゅちゅしゅちゅ。アントニオいわく中国語読みするとチューチューチューチュー）について記したものとも語る。この虫は、悪虫というよりも悪龍であるらしく、「朱誅楼」（しゅちゅろ）または「朱誅龍」（しゅちゅりゅう）とも呼ばれる。。
「朱誅楼」の名は、終盤で星慧がくろみさまに唱えた陀羅尼にも見られる。これは同『クトゥルフの呼び声』に登場する祈りの漢語化であり、「朱誅楼」が「cthulhu」に対応している。
「黒智爾観世音菩薩」<くろみさま>
安蘭寺の本尊の特徴は、クトゥルフ神話に登場する邪神ナイアーラトテップの特徴でもある。終盤にて、星慧はくろみさまに「無貌の神」「這いよる混沌」とも祈りかけており、これらはナイアーラトテップの異称である。住職の名星慧はHPLの『闇をさまようもの』で語られるナイアーラトテップ信者の教団「星の智慧派」である。
またアントニオは「くろみさま」の名を「弥勒（みろく）」を逆に読んだものと喝破している。弥勒菩薩ははるか未来において衆生を救済する未来仏だが、HPLやロバート・ブロックの小説におけるナイアーラトテップは「旧支配者」の復活や世界の破滅の先触れとして描かれることが多い。
その他
ギルマンズ・ホテル、喫茶店「銀の鍵」、など。